# Phthitia selkirki
Phthitia selkirki är en tvåvingeart som först beskrevs av Günther Enderlein 1938.  Phthitia selkirki ingår i släktet Phthitia och familjen hoppflugor. Inga underarter finns listade i Catalogue of Life.